# Premio Hans Christian Andersen
Il premio Hans Christian Andersen è un riconoscimento letterario internazionale conferito ogni due anni a un «contributo duraturo alla letteratura per l'infanzia e la gioventù».
Il premio ha due distinte categorie: quella originaria degli autori, istituita nel 1956 contestualmente al premio, e quella illustratori, introdotta nel 1966.
Il premio deve il suo nome allo scrittore danese Hans Christian Andersen e i vincitori ricevono una medaglia d'oro e un diploma consegnato dal sovrano di Danimarca.
Per la sua importanza è noto anche come il piccolo premio Nobel.
Oltre al premio, si pubblica una «Lista d'onore» con una selezione delle novità dei due anni precedenti, selezionate dalle varie sezioni nazionali dell'istituto, con lo scopo di riconoscere l'eccellenza dell'illustrazione e della letteratura per bambini e ragazzi.

## Criteri di selezione
I criteri di selezione per l'assegnazione del Premio Andersen da parte della giuria aggiudicante includono al primo posto la qualità letteraria ed estetica degli scritti. Inoltre viene tenuta in considerazione la capacità di immedesimazione degli autori nel considerare la prospettiva del bambino nello sviluppo narrativo dell'opera e l'abilità di stimolarne la fantasia, la curiosità e l'immaginazione. La lista completa delle opere letterarie che fan parte del curriculum degli autori e degli illustratori viene altresì presa in considerazione.

## Scrittori
Il premio per gli scrittori è stato conferito dal 1956.

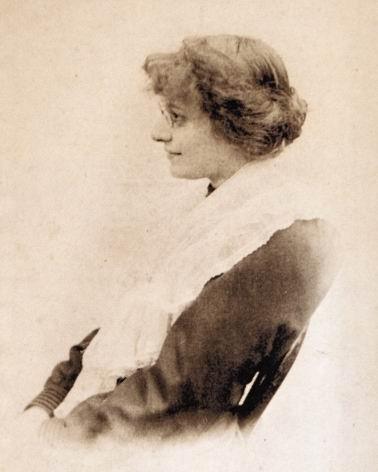
Eleanor Farjeon.

| N° | Anno | Vincitore                | Nota                                                                            |
| -- | ---- | ------------------------ | ------------------------------------------------------------------------------- |
| 1  | 1956 | Eleanor Farjeon          | Prima britannica, donna, europea e prima a ricevere il premio per gli scrittori |
| 2  | 1958 | Astrid Lindgren          | Prima svedese                                                                   |
| 3  | 1960 | Erich Kästner            | Primo uomo e primo tedesco                                                      |
| 4  | 1962 | Meindert DeJong          | Primo americano e primo statunitense                                            |
| 5  | 1964 | René Guillot             | Primo francese                                                                  |
| 6  | 1966 | Tove Jansson             | Unica finlandese                                                                |
| 7  | 1968 | James Krüss              | Vincitore più giovane per la categoria scrittori (42 anni)                      |
| 7  | 1968 | José María Sánchez Silva | Unica duplice premiazione                                                       |
| 8  | 1970 | Gianni Rodari            | Unico italiano                                                                  |
| 9  | 1972 | Scott O'Dell             |                                                                                 |
| 10 | 1974 | Maria Gripe              |                                                                                 |
| 11 | 1976 | Cecil Bødker             | Unica danese                                                                    |
| 12 | 1978 | Paula Fox                | Prima donna statunitense                                                        |
| 13 | 1980 | Bohumil Říha             | Unico cecoslovacco                                                              |
| 14 | 1982 | Lygia Bojunga Nunes      | Prima brasiliana                                                                |
| 15 | 1984 | Christine Nöstlinger     | Prima austriaca                                                                 |
| 16 | 1986 | Patricia Wrightson       | Prima oceaniana e unica australiana                                             |
| 17 | 1988 | Annie M. G. Schmidt      | Unica olandese                                                                  |
| 18 | 1990 | Tormod Haugen            | Unico norvegese                                                                 |
| 19 | 1992 | Virginia Hamilton        |                                                                                 |
| 20 | 1994 | Michio Mado              | Primo giapponese e primo asiatico, vincitore più anziano (85 anni)              |
| 21 | 1996 | Uri Orlev                | Unico israeliano e unico asiatico del Vicino Oriente                            |
| 22 | 1998 | Katherine Paterson       |                                                                                 |
| 23 | 2000 | Ana Maria Machado        |                                                                                 |
| 24 | 2002 | Aidan Chambers           | Primo uomo britannico                                                           |
| 25 | 2004 | Martin Waddell           | Unico irlandese                                                                 |
| 26 | 2006 | Margaret Mahy            | Unica neozelandese                                                              |
| 27 | 2008 | Jürg Schubiger           | Unico svizzero                                                                  |
| 28 | 2010 | David Almond             |                                                                                 |
| 29 | 2012 | María Teresa Andruetto   | Unica argentina                                                                 |
| 30 | 2014 | Nahoko Uehashi           |                                                                                 |
| 31 | 2016 | Cao Wenxuan              | Unico cinese                                                                    |
| 32 | 2018 | Eiko Kadono              |                                                                                 |
| 33 | 2020 | Jacqueline Woodson       |                                                                                 |
| 34 | 2022 | Marie-Aude Murail        |                                                                                 |
| 35 | 2024 | Heinz Janisch            |                                                                                 |

## Illustratori
Il premio per gli illustratori è stato conferito dal 1966.
| N° | Anno | Vincitore              | Note                                                                            |
| -- | ---- | ---------------------- | ------------------------------------------------------------------------------- |
| 1  | 1966 | Alois Carigiet         | Primo uomo, europeo, svizzero e primo a ricevere il premio per gli illustratori |
| 2  | 1968 | Jiří Trnka             | Primo cecoslovacco                                                              |
| 3  | 1970 | Maurice Sendak         | Primo americano e primo statunitense                                            |
| 4  | 1972 | Ib Spang Olsen         | Primo danese                                                                    |
| 5  | 1974 | Farshid Mesghali       | Primo asiatico e primo iraniano, vincitore più giovane (31 anni)                |
| 6  | 1976 | Tat'jana Mavrina       | Unica sovietica, vincitrice più anziana per la categoria illustratori (76 anni) |
| 7  | 1978 | Svend Otto S.          |                                                                                 |
| 8  | 1980 | Suekichi Akaba         | Primo giapponese                                                                |
| 9  | 1982 | Zbigniew Rychlicki     | Unico polacco                                                                   |
| 10 | 1984 | Mitsumasa Anno         |                                                                                 |
| 11 | 1986 | Robert Ingpen          | Unico oceaniano e unico australiano                                             |
| 12 | 1988 | Dušan Kállay           |                                                                                 |
| 13 | 1990 | Lisbeth Zwerger        | Unica austriaca                                                                 |
| 14 | 1992 | Kveta Pacovská         |                                                                                 |
| 15 | 1994 | Jörg Müller            |                                                                                 |
| 16 | 1996 | Klaus Ensikat          | Primo tedesco                                                                   |
| 17 | 1998 | Tomi Ungerer           | Unico francese                                                                  |
| 18 | 2000 | Anthony Browne         | Primo britannico                                                                |
| 19 | 2002 | Quentin Blake          |                                                                                 |
| 20 | 2004 | Max Velthuijs          | Unico olandese                                                                  |
| 21 | 2006 | Wolf Erlbruch          |                                                                                 |
| 22 | 2008 | Roberto Innocenti      | Unico italiano                                                                  |
| 23 | 2010 | Jutta Bauer            |                                                                                 |
| 24 | 2012 | Petr Sís               |                                                                                 |
| 25 | 2014 | Roger Mello            | Unico brasiliano                                                                |
| 26 | 2016 | Rotraut Susanne Berner |                                                                                 |
| 27 | 2018 | Igor' Olejnikov        |                                                                                 |
| 28 | 2020 | Albertine Zullo        |                                                                                 |
| 29 | 2022 | Suzy Lee               | Unica sudcoreana                                                                |
| 30 | 2024 | Sydney Smith           | Unico canadese                                                                  |